# Aeropuerto de Dibrugarh
Aeropuerto de Dibrugarh (IATA: DIB, OACI: VEMN) se encuentra en Dibrugarh, Assam, India.

## Aerolíneas y destinos
| Aerolíneas   | Destinos                                                    |
| ------------ | ----------------------------------------------------------- |
| Air India    | Calcuta, Imfal                                              |
| Alliance Air | Guwahati, Itanagar, Lilabari, Pasighat, Tezu, Ziro          |
| FlyBig       | Agartala, Guwahati                                          |
| IndiGo       | Calcuta, Chennai, Delhi, Dimapur, Guwahati, Imfal, Shillong |
| Vistara      | Bagdogra, Delhi, Guwahati                                   |

## Estadísticas
Ver fuente y consulta Wikidata.